# 22 nm
22 nm désigne le procédé de fabrication des semi-conducteurs qui succède au procédé 32 nm de fabrication par CMOS. Les premiers processeurs possédant cette technologie sont apparus sur le marché en avril 2012.

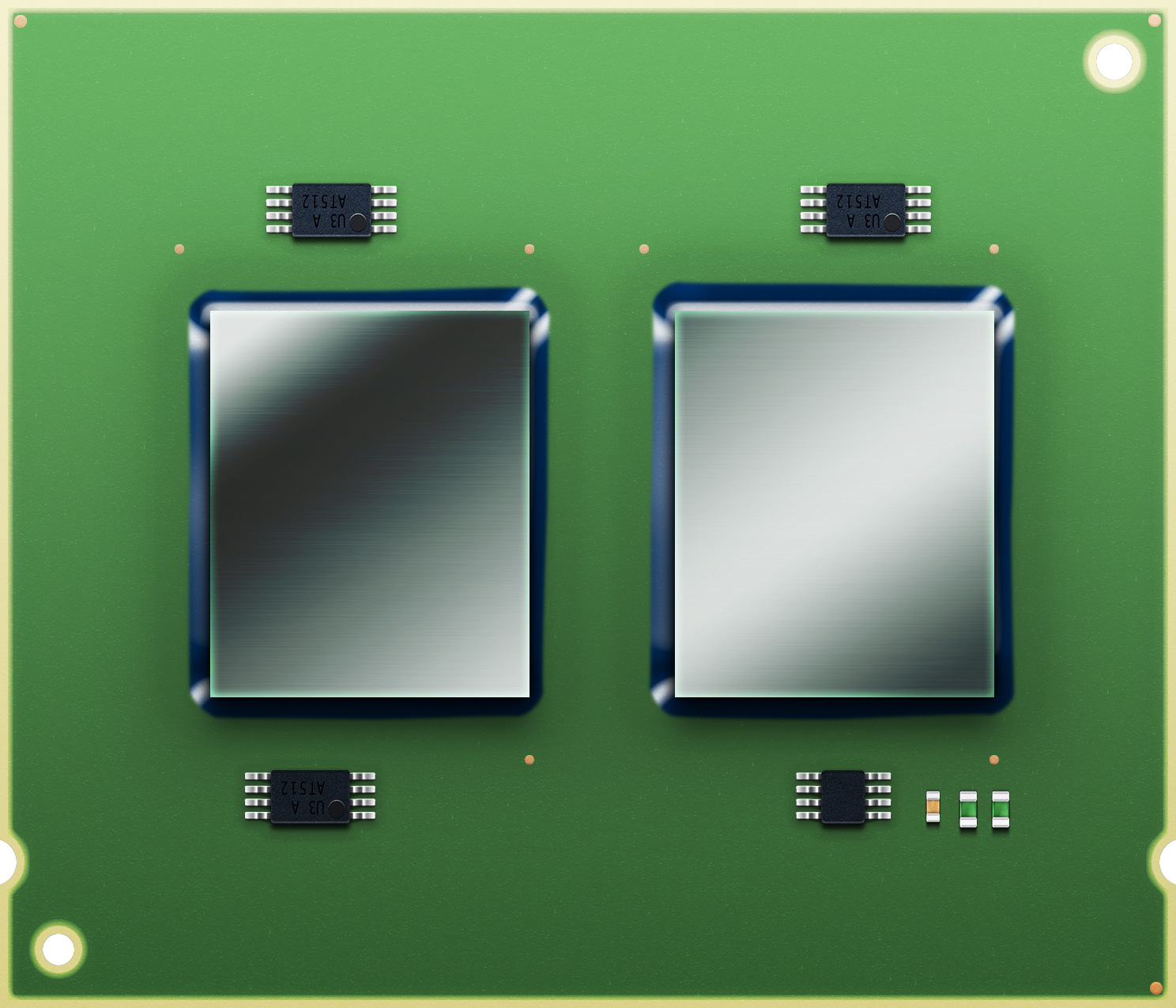
Dual processeur POWER8 gravé en 22 nm

Selon la feuille de route de l'ITRS le successeur du 22 nm est la technologie 14 nm.

## Microprocesseurs gravés en 22 nm
- IBM POWER8
- Intel Ivy Bridge et Haswell